# Суверенная Польша
Суверенная Польша (пол. Suwerenna Polska) — польская христианская правая национал-консервативная политическая партия, основанная бывшим Министром юстиции и Генеральным прокурором Польши Збигневом Зёбро. Со дня основания и до мая 2023 года носила название «Солидарная Польша» (пол. Solidarna Polska). 12 октября 2024 года «Суверенная Польша» вошла в состав партии «Право и справедливость» по результатам совместного съезда в Пшисухе.
Партия входила в консервативную коалицию «Объединённые правые». Члены партии в Европарламенте с 2019 по 2024 год состояли во фракции Европейских консерваторов и реформистов.

## История
Партия «Солидарная Польша» была основана в 2012 году группой депутатов Сейма Польши после того, как они были исключены из партии «Право и справедливость» годом ранее.  Председателем партии стал Депутат Европейского парламента от Польши Збигнев Зёбро, в будущем Министр юстиции и Генеральный прокурор Польши. В Сейме «Солидарная Польша» сформировала отдельную фракцию. Тогда по результатам общественных опросов рейтинг партии составлял не более 2%. В скором времени партия присоединилась к правительственной коалиции «Объединённые правые», где доминирующей партией была «Право и справедливость».
В Европарламенте депутаты от «Солидарной Польши» сначала входили в альянс «Европа за свободу и демократию», но вышли оттуда в 2015 году из-за разногласий по вопросам однополых браков и легализации абортов. С 2019 они входят в альянс Европейских консерваторов и реформистов.
На Президентских выборах в Польше в 2020 году партия поддержала кандидата от «Права и справедливости» Анджея Дуду.
26 апреля 2023 года пресс-секретарь партии объявил о смене названия партии на «Суверенная Польша», что и произошло уже 3 мая на конгрессе партии. 19 мая 2023 партия прошла перерегистрацию под новым названием.

## Идеология
Партия позиционируется как христианская правая и национал-консервативная, отличается острым евроскептицизмом. Не поддерживает легализации однополых браков, абортов, эвтаназии и строительства атомных электростанций на территории Польши. В 2013 году партия заявила о необходимости повышения налогов для людей, зарабатывающих более 10 000 злотых (ок. 2400 евро) в месяц. 
Партия также неоднократно призывала к введению трёхлетнего тюремного срока за богохульство.